# 1601 en santé et médecine
| Années de la santé et de la médecine : 1598 - 1599 - 1600 - 1601 - 1602 - 1603 - 1604    |
| Décennies de la santé et de la médecine : 1570 - 1580 - 1590 - 1600 - 1610 - 1620 - 1630 |

## Divers
- 18 mai :  L'apothicaire François Martin embarque comme chirurgien à bord d'un navire de la Compagnie des mers orientales, pour un voyage dont il publiera la relation en 1604[1],[2].
- 21 septembre : Jean Héroard (1551-1628) est choisi par Henri IV avant la naissance du futur Dauphin comme médecin personnel de l'enfant, et il commence la rédaction de son Journal[3].
- 28 septembre : Louise Bourgeois (1563-1636) assiste Marie de Médicis pour la naissance du Dauphin[4] et, selon Héroard, Jacques Guillemeau (1549-1613), est chargé de couper le frein de la langue de l'enfant, qui le gêne pour téter[3],[5].
- En Angleterre, promulgation des Poor Laws en Angleterre, réglementation officielle de l'assistance aux pauvres et de leur surveillance[6].
- Évacuation des ordures parisiennes par tombereaux en vertu du bail général pour le nettoiement des rues[7].
- Jean Robin (1550-1629), apothicaire et botaniste français, jardinier des rois Henri III, Henri IV et Louis XIII, introduit l'acacia en France[8], et l'arbre qu'il plante, aujourd'hui situé square René-Viviani[9],[10], est réputé le plus vieil arbre de Paris.
- « Thibaud Noblot, qui [a] épous[é] Madeleine, quatrième  fille de Jean Bauhin, pr[end] part avec celui-ci à la découverte de la source minérale de Lougres, en Franche-Comté[11]. »
- Création d'une chaire de chirurgie et pharmacie à l'université  de Montpellier[12].
- Procès de Marie-Marin Le Marcis, le « gynanthrope » de Rouen[13].
- Fondation, à Paris de l'hôpital de la Charité par les frères de Saint-Jean-de-Dieu[14].
- Fondation à Pavie d'une institution Santa Margherita vouée au soulagement des miséreux, qui recevra par la suite les malades pulmonaires, puis chroniques, et qui est à l'origine de l'actuel Istituto di riabilitazione e di cura Santa Margherita, clinique rattachée au réseau de formation universitaire, spécialité gériatrie[15].
- Fondation par Richard Ragg, à Ecclesfield, dans le Yorkshire, d'une coutellerie qui est à l'origine de l'actuelle Granton Medical Ltd, entreprise spécialisée dans la fabrication de bistouris et d'emballages stériles[16].

## Publications
- Prospero Alpini (1553-1617), médecin et botaniste italien, publie son essai sur le pronostic vital ou létal (De praesagienda vita et morte aegrotantium[17]).
- Ján Jesenský (1566-1621) édite à Wittemberg la « Sémiotique » (Sèmeiotikè[18]) d'Emilio Campolongo (de) (1550-1604), « nouvelle méthode de connaissance des maladies fondée sur le système de Girolamo Capodivacca (1553-1589[19]) ».
- Andrea Cesalpino (1524-1603), médecin et natualiste italien, publie son Ars medica[20].
- Ján Jesenský (1566-1621), médecin de Bohême, fait paraître son De cute et cutaneis affectibus[21],[22], recueil de vingt thèses consacrées aux maladies de la peau[22].
- Parution, en Chine, du Zhenjiu dacheng (en), du médecin Yang Jizhou (1522-1620), « imposante synthèse des connaissances en acupuncture[23] ».
- Charles de L'Écluse (1526-1609) publie chez Jean Moret, à Anvers, sa Rariorum plantarum historia, traité de botanique et de mycologie[24].
- François Martel (1549-1612) donne son Apologie pour les chirurgiens[25],[26].
- Giovanni Battista Selvatico († 1621), médecin italien, rassemble en un volume « une centaine de controverses médicales » (Controversiae medicae numero centum[27]).
- 1600 ou 1601 : Giulio Cesare Casseri (c.1552-1616), professeur d'anatomie à Padoue, fait éditer son traité « sur l'anatomie des organes vocaux et auditifs » (De vocis auditusque organis historia anatomica[28]).

## Naissances
- 16 janvier : Nathan d'Aubigné (mort en 1669), fils naturel d'Agrippa d'Aubigné, médecin, mathématicien et astrologue[29], auteur d'une Bibliotheca chemica contracta[30].
- 12 mai : Peter Chamberlen, dit Peter le Troisième (mort en 1683), fils de Peter le Jeune et neveu de Peter l'Aîné, médecin des rois d'Angleterre  Charles Ier et Charles II[31].
- 31 août : Guy Patin (mort en 1672), médecin et épistolier français[32],[33].
- 23 décembre : Vopiscus Fortunatus Plemp (mort en 1671), professeur de médecine à Louvain et traducteur d'Avicenne[34].
- Jean Bienaise (mort en 1681), chirurgien français, au service du Parlement et de la cour[35].
- Ovidio Montalbani (mort en 1671, médecin, botaniste et mathématicien italien[36].
- Ralph Winterton (en) (mort en 1636), professeur de médecine et humaniste anglais[37].

## Décès
- 11 août : Johan Van Heurne (né en 1543), médecin et philosophe néerlandais[38].
- Caspar Wolf (né en 1525), médecin à Zurich, en Suisse[39].
- Giovanni Zecchi (né en 1533), professeur de médecine à Bologne, Premier médecin des États pontificaux et médecin des conclaves[40].

## Document
- Inventaire de la boutique d'Étienne Bouvyer, marchand apothicaire à Sens, dans l'Yonne, en 1601[41].